# Glyphodes kunupialis
Glyphodes kunupialis là một loài bướm đêm trong họ Crambidae.